# Ministrowie ds. Indii

## Ministrowie ds. Indii
| Minister                                    | Czas urzędowania                        |
| ------------------------------------------- | --------------------------------------- |
| Edward Stanley, lord Stanley                | 2 września 1858 – 11 czerwca 1859       |
| Charles Wood                                | 18 czerwca 1859 – 16 lutego 1866        |
| George Robinson, 2. hrabia Ripon            | 16 lutego 1866 – 26 czerwca 1866        |
| Robert Gascoyne-Cecil, wicehrabia Cranborne | 6 lipca 1866 – 8 marca 1867             |
| Stafford Northcote                          | 8 marca 1867 – 1 grudnia 1868           |
| George Campbell                             | 9 grudnia 1868 – 17 lutego 1874         |
| Robert Gascoyne-Cecil, 3. markiz Salisbury  | 21 lutego 1874 – 2 kwietnia 1878        |
| Gathorne Hardy, 1. wicehrabia Cranbrook     | 2 kwietnia 1878 – 21 kwietnia 1880      |
| Spencer Cavendish, markiz Hartington        | 28 kwietnia 1880 – 16 grudnia 1882      |
| John Wodehouse, 1. hrabia Kimberley         | 16 grudnia 1882 – 9 czerwca 1885        |
| lord Randolph Churchill                     | 24 czerwca 1885 – 28 stycznia 1886      |
| John Wodehouse, 1. hrabia Kimberley         | 6 lutego 1886 – 20 lipca 1886           |
| Richard Cross, 1. wicehrabia Cross          | 3 sierpnia 1886 – 11 sierpnia 1892      |
| John Wodehouse, 1. hrabia Kimberley         | 18 sierpnia 1892 – 10 marca 1894        |
| Henry Fowler                                | 10 marca 1894 – 21 czerwca 1895         |
| George Hamilton                             | 4 lipca 1895 – 9 października 1903      |
| St John Brodrick                            | 9 października 1903 – 4 grudnia 1905    |
| John Morley, 1. wicehrabia Morley           | 10 grudnia 1905 – 3 listopada 1910      |
| Robert Crewe-Milnes, 1. markiz Crewe        | 3 listopada 1910 – 25 maja 1915         |
| Austen Chamberlain                          | 25 maja 1915 – 17 lipca 1917            |
| Edwin Samuel Montagu                        | 17 lipca 1917 – 19 marca 1922           |
| William Peel, 2. wicehrabia Peel            | 19 marca 1922 – 22 stycznia 1924        |
| Sydney Olivier, 1. baron Olivier            | 22 stycznia 1924 – 3 listopada 1924     |
| Frederick Smith, 1. hrabia Birkenhead       | 6 listopada 1924 – 18 października 1928 |
| William Peel, 2. wicehrabia Peel            | 18 października 1928 – 4 czerwca 1929   |
| William Benn                                | 7 czerwca 1929 – 24 sierpnia 1931       |
| Samuel Hoare                                | 25 sierpnia 1931 – 7 czerwca 1935       |
| Lawrence Dundas, 2. markiz Zetland          | 7 czerwca 1935 – 28 maja 1937           |

## Ministrowie ds. Indii i Birmy
| Minister                                              | Czas urzędowania                    |
| ----------------------------------------------------- | ----------------------------------- |
| Lawrence Dundas, 2. markiz Zetland                    | 28 maja 1937 – 13 maja 1940         |
| Leo Amery                                             | 13 maja 1940 – 26 lipca 1945        |
| Frederick Pethick-Lawrence, 1. baron Pethick-Lawrence | 3 sierpnia 1945 – 17 kwietnia 1947  |
| William Hare, 5. hrabia Listowel                      | 17 kwietnia 1947 – 14 sierpnia 1947 |

## Ministrowie ds. Birmy
| Minister                         | Czas urzędowania                   |
| -------------------------------- | ---------------------------------- |
| William Hare, 5. hrabia Listowel | 14 sierpnia 1947 – 4 stycznia 1948 |